# دهستان دوجاق
دهستان دوجاق یکی از دهستان‌های شهرستان اردبیل در استان اردبیل ایران است. این دهستان در بخش ثمرین قرار داردو مرکز آن روستای ینگجه ملا محمد حسن میباشد .ینگجه.رویین دزق ،شیخ احمد ،مجنده، کردقشلاقی و کولانکوه بزرگترین روستاهای تابعه این دهستان میباشند . براساس سرشماری مرکز آمار ایران در سال ۱۳۹۰، جمعیت آن ۴۱۸۶ نفر (در ۱۰۵۴ خانوار) بوده‌است.